# チュルピ
Template:Infobox cheese
チュルピ(Chhurpi)は、ネパール、ブータン及び北東インドの一部で食べられる伝統的なチーズである。通常飯の副菜として食べられる柔らかいタイプと非常に硬いタイプの2種類がある。後者は世界で最も固いチーズの1つと考えられている。

## 製造
チュルピは、地元の酪農家や家庭で、バターミルクから作られる。バターミルクを沸かして固形分を分け取り、水分を抜くために薄い布で包んで吊るす。乳清から作るイタリアのリコッタに似ている。柔らかく白色で、中性的な味である。しかし、酸味を付けるために、しばしば寝かせて発酵させることがある。
硬いタイプは、柔らかいチュルピをジュートのバッグで包み、水分を取り除くためにプレスする。乾燥後、小さな立方体状に切り分け、さらに硬くするために火の上に吊るす。

## 消費
柔らかいチュルピは、葉菜類と一緒に調理したり、モモのフィリングとしたり、トマトとトウガラシとともに摩り下ろしてチャツネやスープを作ったり、様々な方法で用いられる。タンパク質を多く含むことから、ヒマラヤ山脈の山岳地帯では、野菜の代替として食べられる。
硬いチュルピは、口の中で湿らせ、一部を柔らかくしてから、ガムのように噛んで食べる。1欠片のチュルピを2時間かけて食べることもある。

## 犬の食用
近年は、イヌが噛むためのおやつとして市販されている。